# Eptesicus serotinus
Il serotino comune (Eptesicus serotinus  Schreber, 1774) è un pipistrello della famiglia dei Vespertilionidi diffuso nell'Ecozona paleartica.

## Descrizione

### Dimensioni
Pipistrello di medie dimensioni, con la lunghezza della testa e del corpo tra 66 e 92 mm, la lunghezza dell'avambraccio tra 49 e 57 mm, la lunghezza della coda tra 52 e 58 mm, la lunghezza del piede tra 10 e 18 mm, la lunghezza delle orecchie tra 14 e 22 mm, un'apertura alare fino a 38 cm e un peso fino a 35 g.

### Aspetto
La pelliccia è lunga e densa. Le parti dorsali sono bruno-grigiastro, mentre le parti ventrali sono bruno-giallastro o bianche con la base dei peli più scura. Il muso è largo, appiattito, con due masse ghiandolari sui lati e grigio-brunastro scuro. Le orecchie sono corte, triangolari, grigio-brunastre scure, con l'estremità arrotondata e i bordi ispessiti. La superficie dorsale anteriore e il lobo posteriore sono ricoperti di peli arancioni. Il trago è stretto, con l'estremità arrotondata e leggermente inclinato in avanti. Le membrane alari sono grigio-brunastre scure e attaccate posteriormente alla base delle dita dei piedi. Il pollice ha una callosità alla base. La punta della lunga coda si estende leggermente oltre l'ampio uropatagio. Il calcar è lungo e con un lobo terminale molto sottile. Il cariotipo è 2n=50 FNa=44, 46, 48.

### Ecolocazione
Emette ultrasuoni a basso ciclo di lavoro sotto forma di impulsi di breve durata a frequenza modulata iniziale di 65 kHz e finale di 23  kHz.

## Biologia

### Comportamento
In estate si rifugia singolarmente o in gruppi di 10-20 individui negli edifici, sotto le travi dei tetti, nelle fessure dei muri, più raramente nelle cavità degli alberi, nelle bat boxes e nella parte più meridionale dell'areale anche nelle grotte. Durante questo periodo forma vivai nelle quali si riuniscono fino a 500 femmine, mentre i maschi tendono a vivere solitariamente. In inverno entra in ibernazione da ottobre ad aprile in gruppi fino di 2-4 individui in ambienti sotterranei come grotte, gallerie, miniere e cantine, più raramente tra tronchi accatastati, sotto i tetti e nelle chiese, con temperature tra 2 e 4 °C ed aria relativamente secca. Può sopportare temperature per breve tempo fino a -6 °C. L'attività predatoria è divisa in due picchi, il primo mezz'ora dopo il tramonto, talvolta anche con la luce del giorno e si svolge a non più di 1 km dai ricoveri, mentre il secondo è effettuato poco prima dell'alba. Il volo è lento, dritto ma agile. Effettua spostamenti fino a 330 km.

### Alimentazione
Si nutre di insetti, particolarmente lepidotteri, coleotteri come scarabeidi, odonati, ed ortotteri catturati in volo o anche al suolo lungo i margini dei boschi, zone agricole, pascoli, giardini e discariche. Può catturare anche molluschi gasteropodi.

### Riproduzione
Danno alla luce un piccolo alla volta. Il nascituro apre gli occhi dopo una settimana, sviluppa la dentatura definitiva alla fine della terza settimana ed è in grado di volare dopo 4-5 settimane. Diventa completamente indipendente dopo altre due settimane. Gli accoppiamenti avvengono da metà agosto fino ad autunno inoltrato. Le femmine raggiungono la maturità sessuale a 1-2 anni di età. L'aspettativa di vita è fino a 21 anni.

## Distribuzione e habitat
Questa specie è diffusa nell'Ecozona paleartica dal Portogallo attraverso tutta l'Europa, l'Africa nord-occidentale, il vicino oriente, l'Asia centrale e la parte settentrionale del Subcontinente indiano fino alla Cina, Penisola coreana e all'isola di Taiwan. L'unica osservazione riportate sulle Isole Canarie si riferiva ad un individuo vagante, morto subito dopo la cattura.  In Italia è presente su tutto il territorio, Sicilia e Sardegna incluse.
Vive nei boschi, parchi e giardini cittadini, foreste temperate e foreste secche subtropicali, zone semi-desertiche fino a 1.440 metri di altitudine.

## Tassonomia
Sono state riconosciute 10 sottospecie:
- E.s.serotinus: Isole Baleari; Francia, Belgio, Paesi Bassi, Lussemburgo, Regno Unito, Svizzera, Austria, Germania, Danimarca, Polonia, Repubblica Ceca, Slovacchia, Ungheria, Slovenia, Italia, Sicilia, Bosnia ed Erzegovina, Montenegro, Macedonia, Serbia, Albania, Bulgaria, Romania, Moldavia, Ucraina, Bielorussia, Lituania, Lettonia, Svezia, Turchia, Armenia, Azerbaigian, Georgia, Cipro, Malta, Russia sud-occidentale, Israele, Libano, Siria;
- E.s.andersoni (Dobson, 1871): province cinesi dell'Anhui, Fujian, Guizhou, Hunan, Jiangsu, Jiangxi, Shanghai, Sichuan, Yunnan, Zhejiang; Birmania nord-orientale, Thailandia, Laos e Vietnam settentrionali;
- E.s.boscai (Cabrera, 1904): Spagna, Portogallo; Sardegna;
- E.s.horikawai (Kishida, 1924): Taiwan;
- E.s.isabellinus (Temminck, 1840): Marocco, Algeria e Tunisia settentrionali, Libia nord-occidentale;
- E.s.pachyomus (Tomes, 1857): stati indiani dell'Assam, Jammu e Kashmir, Nagaland, Rajasthan, Uttarakhand;
- E.s.pallens (Miller, 1911):  province cinesi dell'Anhui, Pechino, Heilongjiang, Henan, Hubei, Gansu, Hebei, Jiangsu, Jilin, Liaoning, Mongolia interna, Ningxia, Shanxi, Shaanxi, Shandong, Sichuan, Tianjin; Penisola coreana;
- E.s.pashtonus (Gaisler, 1970): Afghanistan orientale; provincia pakistana del Khyber Pakhtunkhwa;
- E.s.shirazensis (Dobson, 1871): Iran sud-occidentale;
- E.s.turcomanus (Eversmann, 1840): Kazakistan centro-meridionale, Uzbekistan, Turkmenistan, Tagikistan, Kirghizistan settentrionale, Iran settentrionale e nord-occidentale; provincia cinese occidentale dello Xinjiang, Mongolia centro-meridionale.

## Conservazione
La IUCN Red List, considerato il vastissimo areale e l'abbondanza e nonostante in alcune popolazioni locali sia stato osservato un declino, classifica E.serotinus come specie a rischio minimo (Least Concern)).